# فرح النابلسي
فرح النابلسي (بالإنجليزية: Farah Nabulsi)‏‏ (1978 في المملكة المتحدة - ) ناشطِة حقوق الإنسان وكاتبة سينمائية ومنتجة فلسطينية من المملكة المتحدة. أسست مؤسسة "Oceans of Injustice".

## الأفلام
في عام 2016، أسست النابلسي شركة إنتاج إعلامي غير ربحية، تهدف إلى إعادة إضفاء الطابع الإنساني على الفلسطينيين ولفت الانتباه إلى الظلم الذي يواجهونه من الإسرائيليين.
دُعيت النابلسي إلى فحص عملها والتحدث في مختلف الأحداث البارزة بما في ذلك مقر الأمم المتحدة في نيويورك حيث خاطبت المندوبين في مجلس الوصاية التابع للأمم المتحدة.

## ترشيحات الأوسكار
أنتجت فيلم «الهدية» المرشّح للدورة الثالثة والتسعين من «الأوسكار» في 25 نيسان/ أبريل 2021 ضمن الافلام الروائية القصيرة. تدور أحداث القصة التي كتبتها النابلسي بالتعاون مع هند شوفاني، في الضفّة الغربية. وتسلط الضوء على الواقع اليومي المرير الذي يعيشه الفلسطينيون تحت سلطة الاحتلال الإسرائيلية.

## أنظر أيضاً
- رولا حسنين

## روابط خارجية
- فرح النابلسي على موقع IMDb (الإنجليزية)
- فرح النابلسي على موقع قاعدة بيانات الفيلم (الإنجليزية)